# شما بنت محمد بن خالد آل نهيان
شما بنت محمد بن خالد آل نهيان هي رئيسة مجلس إدارة مركز الشيخ محمد بن خالد آل نهيان الثقافي ورئيسة مجلس إدارة مؤسسات الشيخ محمد بن خالد آل نهيان الثقافية والتعليمية.

## النشأة والتعليم
ولدت في العين بأبوظبي ودرست في جامعة الإمارات وحصلت على بكالوريوس في الدراسات الإسلامية والتاريخ، ثم على درجة الماجستير في دراسات المرأة في موضوع "الرضا الوظيفي في دولة الإمارات" ودرجة الدكتوراه في علم الاجتماع السياسي في موضوع "الأمن السياسي والاجتماعي في دولة الإمارات العربية المتحدة (1971- 1998)".

## الحياة العملية
تشغل مناصب استشارية وفخرية عديدة، من بينها برنامج زمالة الطاقة والمناخ لمركز الطاقة العالمي التابع للمجلس الأطلسي (دفعة 2022-2023)، وعضوية في "مجلس المستقبل العالمي" للمنتدى الاقتصادي العالمي، خاصةً في مجلس "مستقبل حياة خالية من انبعاثات الكربون". كما أنها عضو في المجلس الاستشاري لمركز ييل للقانون والسياسة البيئية، ومجلس الإمارات للأبنية الخضراء، وأيضًا في مجلس الإمارات للاقتصاد الدائري.
أسست مجلس شما بنت محمد للفكر والمعرفة في العين عام 1997.
تكتب في جريدة الاتحاد بصفة دورية منذ ديسمبر 2010.

## جوائز
حصلت على العديد من الجوائز من بينها جائزة خليفة التربوية 2015 في فئة المؤسسات الداعمة للتعليم عن برنامج أجيال تقرأ، وجائزة شخصية مهرجان طيران الإمارات للآداب من مؤسسة الإمارات للآداب في عام 2015. وكرّمتها جامعة زايد في نفس العام ضمن فعاليات برنامج قيادي لبلادي، ونالت لقب سيدة النجاح من جمعية الاتحاد النسائية بالشارقة، كما حازلت على جائزة "المرأة الملهمة" في جوائز المرأة العربية لعام 2013.

## مؤلفات[8]
- المرأة العاملة والرضا الوظيفي في دولة الإمارات العربية المتحدة (1998)، العين: مركز الشيخ محمد بن خالد آل نهيان الثقافي

- تداعيات حرب الخليج الثانية على قضايا الأمن السياسي والإجتماعي داخل دول مجلس التعاون الخليجي (1998)، العين: مركز الشيخ محمد بن خالد آل نهيان الثقافي

- الأمن السياسي والإجتماعي بدولة الإمارات العربية المتحدة : استراتيجية مقترحة (1999)، العين: مركز الشيخ محمد بن خالد آل نهيان الثقافي

- التنمية الثقافية وتعزيز الهوية الوطنية : دراسة ميدانية على مواطني دولة الإمارات العربية المتحدة (2013)، القاهرة: دار العين للنشر
- القراءة ميراث حياة (2016)، الشارقة: سما للنشر والإنتاج والتوزيع

- النور ينتظرك (2018)، القاهرة: الدار المصرية اللبنانية